# 克盧奇堡縣

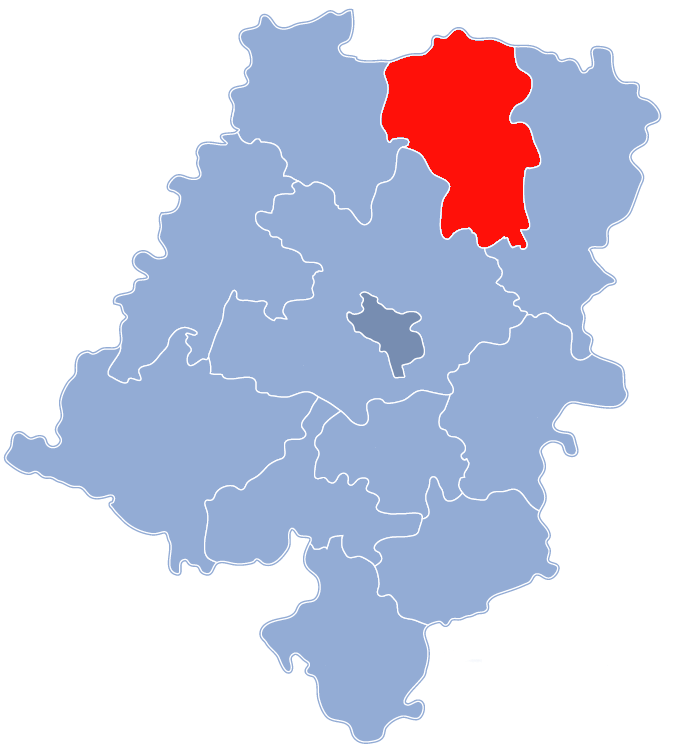

50°59′N 18°13′E / 50.983°N 18.217°E
克盧奇堡縣（波蘭語：Powiat kluczborski），是波蘭的縣份，位於該國南部，由奧波萊省負責管轄，首府設於克盧奇堡，面積852平方公里，2006年人口70,082，人口密度每平方公里82人。